# Psilopteryx bosniaca
Psilopteryx bosniaca là một loài Trichoptera trong họ Limnephilidae. Chúng phân bố ở miền Cổ bắc.